# Subulicystidium naviculatum
Subulicystidium naviculatum är en svampart som beskrevs av Oberw. 1977. Subulicystidium naviculatum ingår i släktet Subulicystidium och familjen Hydnodontaceae.   Inga underarter finns listade i Catalogue of Life.